# 서브컴팩트 크로스오버 SUV

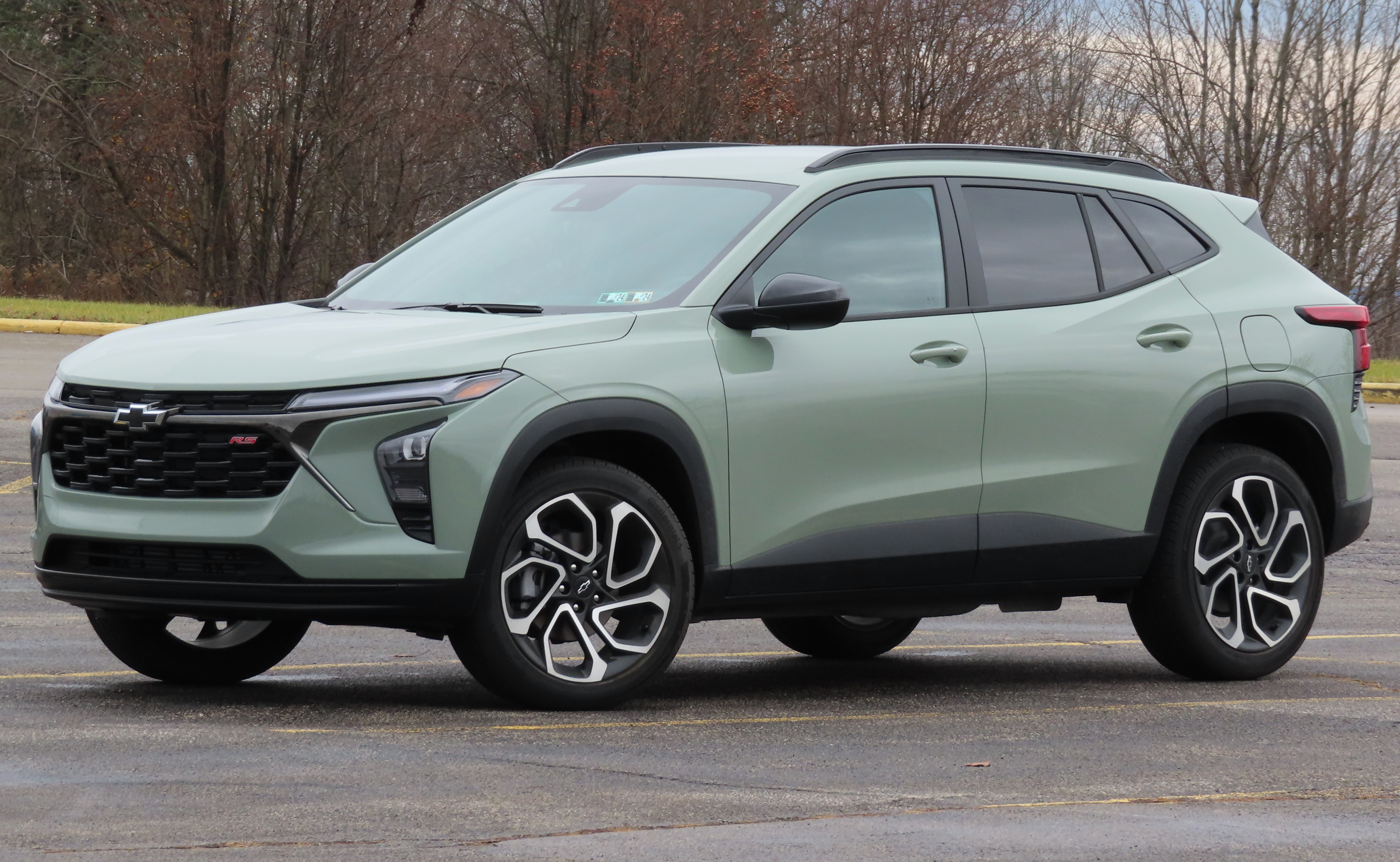
2024년 미국에서 가장 많이 팔린 서브컴팩트 크로스오버 SUV인 쉐보레 트랙스.

서브컴팩트 크로스오버 SUV(영어: Subcompact crossover SUV)는 자동차 분류의 일종으로, 크로스오버 (자동차)의 가장 작은 세그먼트를 설명하는 데 사용되는 스포츠 유틸리티 자동차의 한 종류이며, 컴팩트 크로스오버 SUV 아래에 위치한다. 서브컴팩트 크로스오버 SUV는 보통 서브컴팩트 자동차(일명 슈퍼미니 자동차 또는 B-세그먼트 승용차)의 플랫폼을 기반으로 하지만, 일부 고급 서브컴팩트 크로스오버 모델은 소형 승용차(C-세그먼트)를 기반으로 한다.

## 개요
서브컴팩트 크로스오버 SUV는 2010년대 초중반에 북아메리카·유럽 등의 주요 시장에서 모델 수와 판매량이 급증하면서 인기를 얻기 시작했다. 2019년에는 전 세계 SUV 판매량의 약 22%가 서브컴팩트 크로스오버에서 나왔다.
특히 2018년 기준 유럽, 인도, 브라질에서 각각 전체 SUV 판매량의 37%, 75%, 69%를 차지하는 등 이 지역에서 인기가 많다. 2019년 가장 많이 팔린 서브컴팩트 크로스오버는 전 세계적으로 622,154대가 판매된 혼다 HR-V였다.

## 용어
'서브컴팩트 크로스오버 SUV' 또는 '서브컴팩트 크로스오버'라는 용어는 '서브컴팩트 자동차'·'크로스오버'라는 용어가 유래된 북아메리카에서 가장 일반적으로 사용된다. 종종 'B-세그먼트 SUV', 'B-SUV', "소형 SUV", '서브컴팩트 CUV'로도 불리기도 한다. 시장벼로 용어가 상이하기도 한데, 예를 들어 '컴팩트 크로스오버'·'컴팩트 SUV'는 더 일반적인 컴팩트 크로스오버 SUV의 정의와 다르며, 이는 한 등급 더 크고 C-세그먼트에 속한다. 특정 모델의 분류는 지역별 정의 및 가격 차이로 인해 시장마다 다를 수 있다.

## 특징
서브컴팩트 크로스오버는 일반적으로 비슷한 크기의 서브컴팩트 또는 B-세그먼트 해치백, 세단과 동일한 플랫폼을 사용하며, 일부 고급 모델은 소형 승용차 (C-세그먼트)를 기반으로 할 수 있다. 이 세그먼트의 크로스오버는 일반적으로 오프로드 성능이 제한적이며 대부분 전륜구동 레이아웃을 채택하지만, 많은 서브컴팩트 크로스오버는 4륜구동을 제공한다. 시장 및 제조사에 따라 서브컴팩트 크로스오버 SUV는 일반적으로 외부 길이가 4,400 mm (173.2 in) 미만이다.
IHS 마킷에 따르면, 이 세그먼트의 차량은 고객들에게 구매 및 유지 비용이 저렴하고 매력적인 라이프스타일 스타일링과 높은 좌석 위치를 제공하는 것으로 간주된다. 다른 장점으로는 B-세그먼트/서브컴팩트 해치백에 비해 높은 지상고, 편리한 승하차, 더 넓은 헤드룸 및 레그룸 공간이 있다.
서브컴팩트 자동차와 동일한 플랫폼을 기반으로 하고 동일한 기술을 많이 사용함에도 불구하고, 고객들은 더 높은 가격에 구매할 의향을 보이는 것으로 나타났다. JATO 다이내믹스의 연구에 따르면 2021년 유럽 시장에서 판매된 서브컴팩트 SUV의 평균 가격은 €26,366인 반면, 서브컴팩트 또는 소형 자동차의 평균 가격은 €20,699였다.

## 역사

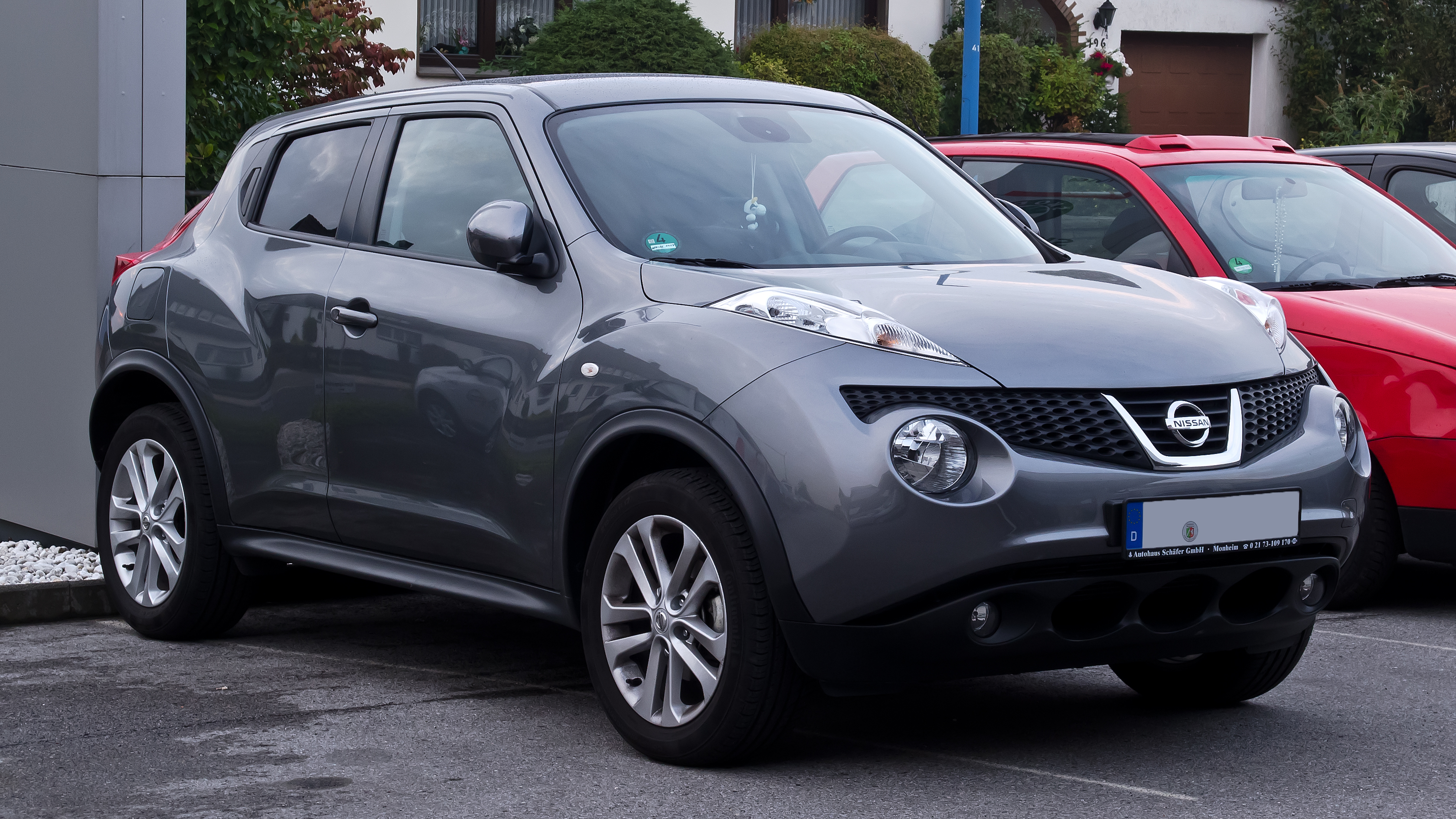
외관 디자인에 대한 비판이 있지만 서브컴팩트 크로스오버의 흐름을 시작한 것으로 평가받는 닛산 쥬크

1세대 혼다 HR-V는 1998년 주로 일본과 유럽 시장에 출시되었으며, 최초의 서브컴팩트 크로스오버 중 하나로 간주된다. 외부 길이는 4,000–4,110 mm (157.5–161.8 in) 사이였고, 3도어 및 5도어로 판매되었으며, 4륜구동 옵션이 제공되었다. 그러나 2010년 유럽과 북미를 지향하며 출시된 닛산 쥬크는 당시 거의 존재하지 않던 세그먼트의 정의와 발전을 시작하는 데 기여했다고 평가받는다.
2010년대 중반부터 세그먼트의 인기가 높아지면서, 제조사들은 특히 북미 시장에서 서브컴팩트 해치백과 세단을 단종하고 이 세그먼트의 모델로 전환하기 시작했다. 이 세그먼트는 더 높은 수익 마진을 제공하기 때문이다. 또한, 시장점유율의 증가와 함께 서브컴팩트 크로스오버는 한 브랜드에서 다양한 가격대와 세분화를 통해 여러 모델을 보유하고 있기도 한데, 예를 들어 2022년 기준, 폭스바겐은 유럽에서 티록, T-크로스, 타이고 등 세 가지 모델을 내놓았다.

## 비판
2020년 위치?가 영국에서 실시한 테스트에 따르면, 이 등급의 차량은 포드 피에스타 및 르노 클리오와 같은 동급 해치백보다 평균 약 7% 낮은 연비와 7% 높은 CO2 배기가스 배출량을 기록했으며, 폭스바겐 골프와 같은 중형 해치백 등급보다 약간 덜 효율적인 것으로 나타났다.

## 시장

### 미국
더 큰 차량을 선호하는 북아메리카 시장에서는 이 세그먼트가 주로 도시 운전자와 더 작고 효율적인 차량으로 다운사이징을 원하는 소비자들을 대상으로 판매되었다. 더 큰 컴팩트 크로스오버만큼 인기가 많지는 않지만, 이 세그먼트는 짧은 역사 동안 미국 시장에서 큰 성장을 경험했다.
2010 뉴욕 국제 오토쇼에서 공개되어 2011년 모델로 판매된 닛산 쥬크는 럭셔리 카 미니 컨트리맨을 제외하고 이 세그먼트의 첫 번째 모델로 간주된다. 2013년에서 2015년 사이에 뷰익 앙코르, 쉐보레 트랙스, 피아트 500X, 포드 에코스포츠, 혼다 HR-V, 지프 레니게이드, 스바루 크로스트렉 등 이 세그먼트의 많은 다른 이름들이 등장했다.
2015년에는 미국에 10개의 서브컴팩트 크로스오버 모델이 있었으며, 총 411,774대가 판매되어 전체 시장의 2.4%를 차지했다. 그 해에 서브컴팩트 크로스오버는 역사상 처음으로 서브컴팩트 자동차 판매량을 넘어섰다. 다음 해에 지프 레니게이드는 이 세그먼트에서 처음으로 10만 대 판매를 넘어섰다. 2018년에는 이 세그먼트에 16개의 모델이 판매되었으며, 오토모티브 뉴스 데이터 센터에 따르면 784,073대가 판매되어 미국 크로스오버 시장의 12%, 전체 미국 자동차 시장의 4.5%를 차지했다. 반면, 서브컴팩트 자동차의 점유율은 2010년 5.4%에서 2018년 2.4%로 감소했으며, 컴팩트 자동차는 같은 기간 12.4%에서 9.9%로 감소했다.
2019년 현대 코나는 북미 올해의 유틸리티 차량을 수상한 최초의 서브컴팩트 크로스오버 SUV가 되었다. 2021년 미국에서 판매된 서브컴팩트 크로스오버 SUV의 약 50%는 한국에서 생산되었다.
- 2023년 미국 베스트셀러<ref

2023년 미국 베스트셀러
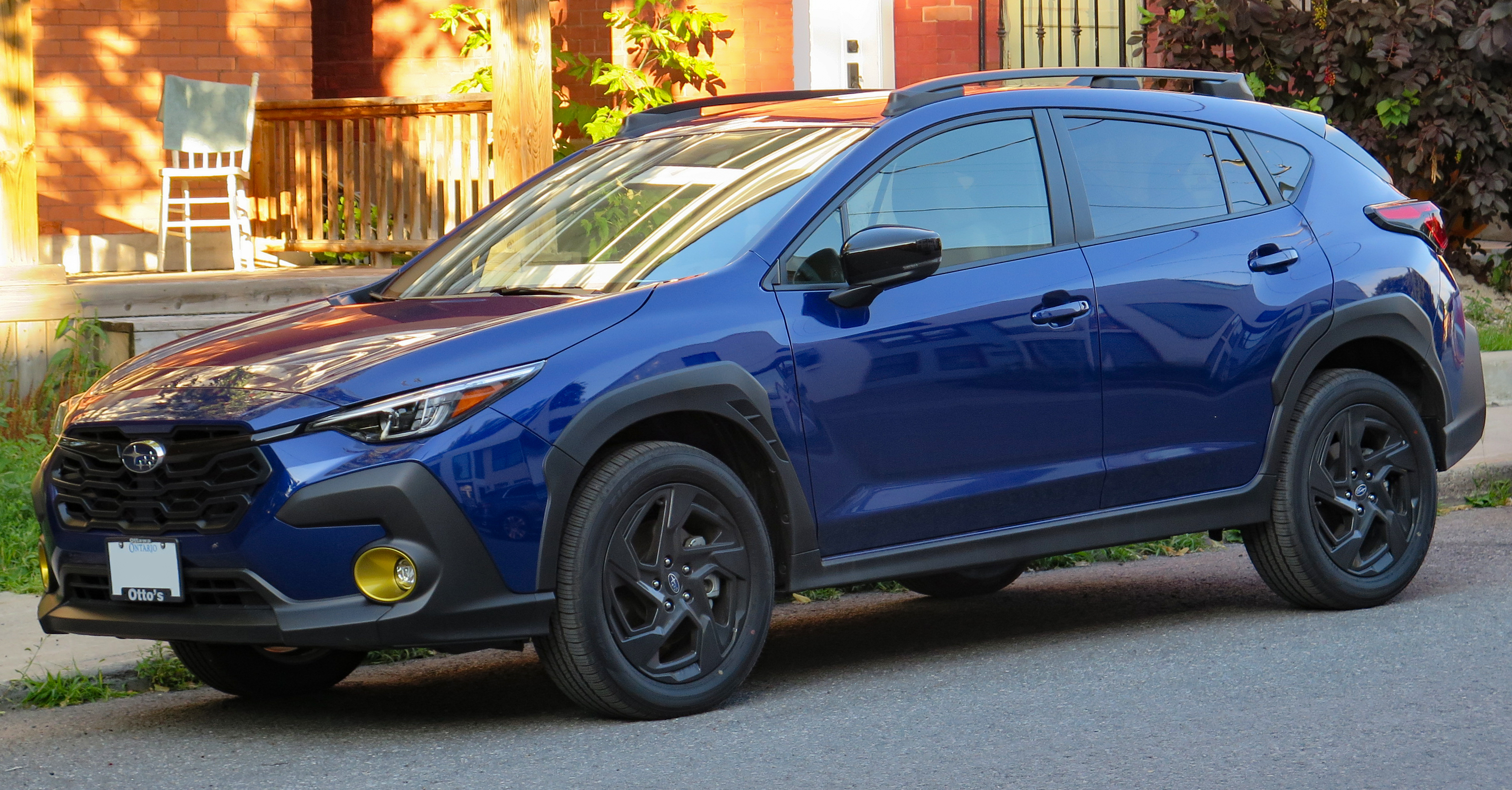
스바루 크로스트렉 (159,153대 판매)
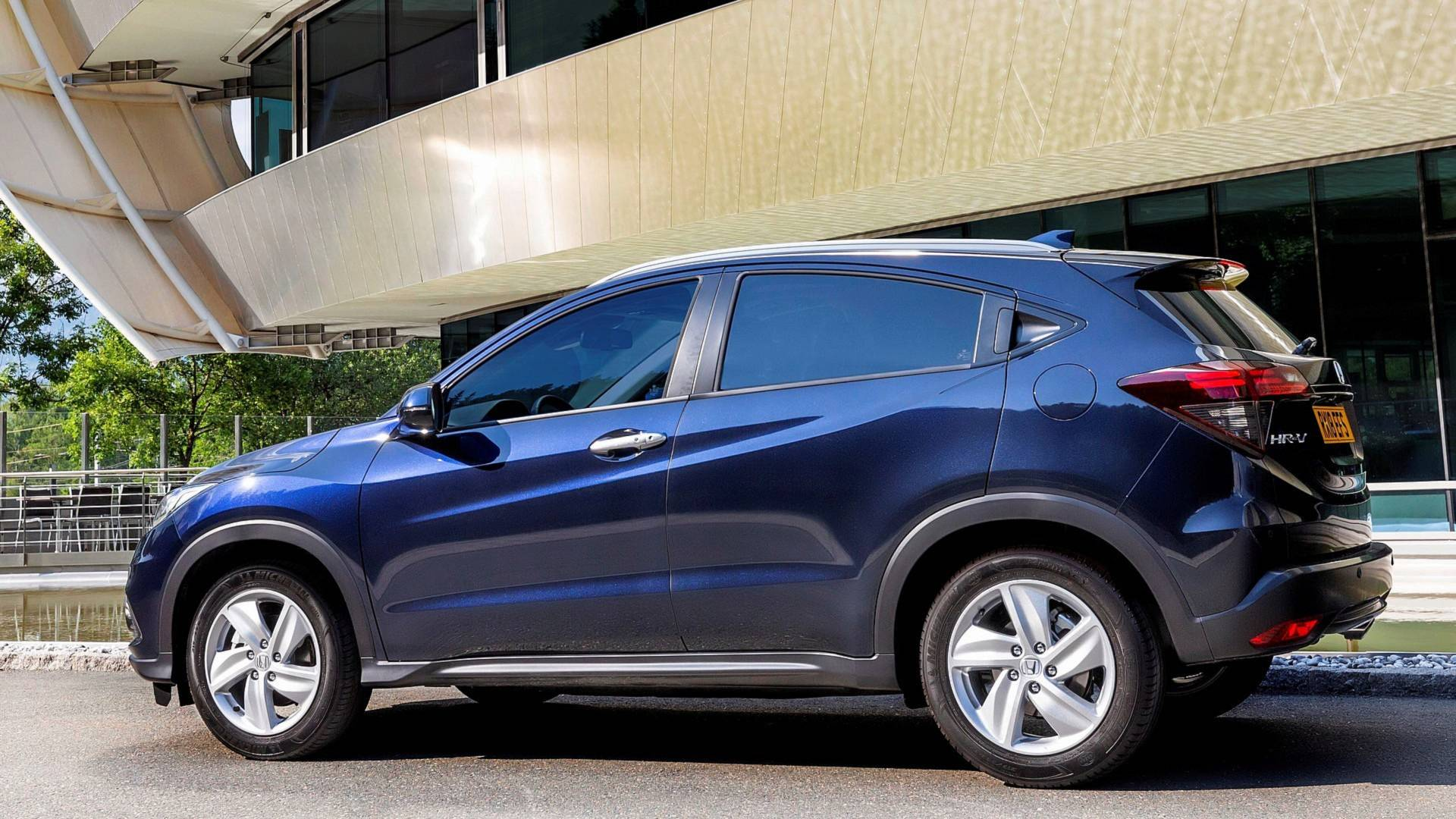
혼다 HR-V (122,206대 판매)

### 유럽
유럽의 B-세그먼트 SUV(오프로더 포함) 수치는 2010년대에 급격히 증가했다. JATO Dynamics에 따르면 2000년에서 2009년 사이에 판매량은 2000년 6만 대에서 12만 5천 대로 두 배 증가했을 뿐이었다. 그러나 IHS 마킷은 2010년에서 2016년 사이에 유럽에서 이 세그먼트의 판매량이 13만 4천 대에서 113만 대로 거의 10배 증가했다고 지적했다. 산업 분석가 LMC 오토모티브는 판매량이 2023년 230만 대에 도달하고 2028년까지 거의 300만 대에 이를 것으로 예측한다.
2010년, 닛산은 영국과 일본에서 생산된 쥬크를 출시했다. 2012년에서 2013년 사이에 다치아 더스터, 쉐보레 트랙스, 포드 에코스포츠, 오펠 모카, 푸조 2008, 스즈키 SX4 S-크로스, 르노 캡쳐 등 많은 다른 모델들이 시장에 진입했다.
폭스바겐은 2017년 폭스바겐 티록 출시와 함께 이 세그먼트에 진입했으며, 티구안 아래에 위치했다. 시트로엥 C3 에어크로스, 세아트 아로나, 현대 코나와 같은 다른 모델들은 2017년에 성장을 더욱 촉진했다. 그 해에 B-SUV는 전체 자동차 시장의 10%를 차지했다.
여러 제조사들이 전자의 인기와 후자의 판매 감소로 인해 유럽에서 미니 MPV를 대체하기 위해 서브컴팩트 크로스오버를 도입하여 제품 구성을 변경했다. 이 세그먼트의 모델은 미니 MPV의 적합한 대체품으로 여겨졌다. 예를 들어, 시트로엥 C3 피카소를 대체한 시트로엥 C3 에어크로스와 오펠 메리바를 대체한 오펠 크로스랜드 X가 있다.
JATO Dynamics의 데이터에 따르면, 2021년 판매량은 총 2,018,791대로 SUV 시장의 37%, 전체 자동차 시장의 17%를 차지했다. 가솔린 차량이 2021년 첫 10개월 동안 판매량의 72%를 차지하며 세그먼트를 지배했으며, 디젤이 14%로 뒤를 이었다. 같은 기간 동안 순수 전기 모델은 판매량의 5.1%를 차지했다. JATO의 유럽 데이터에 따르면, SUV 개발에 노력을 집중한 7개 유럽 자동차 브랜드는 2001년에서 2021년 사이에 B 및 C 세그먼트의 전체 판매량이 급격히 감소했다.
- 2021년 유럽 베스트셀러 상위 3개 모델<ref

2021년 유럽 베스트셀러 상위 3개 모델
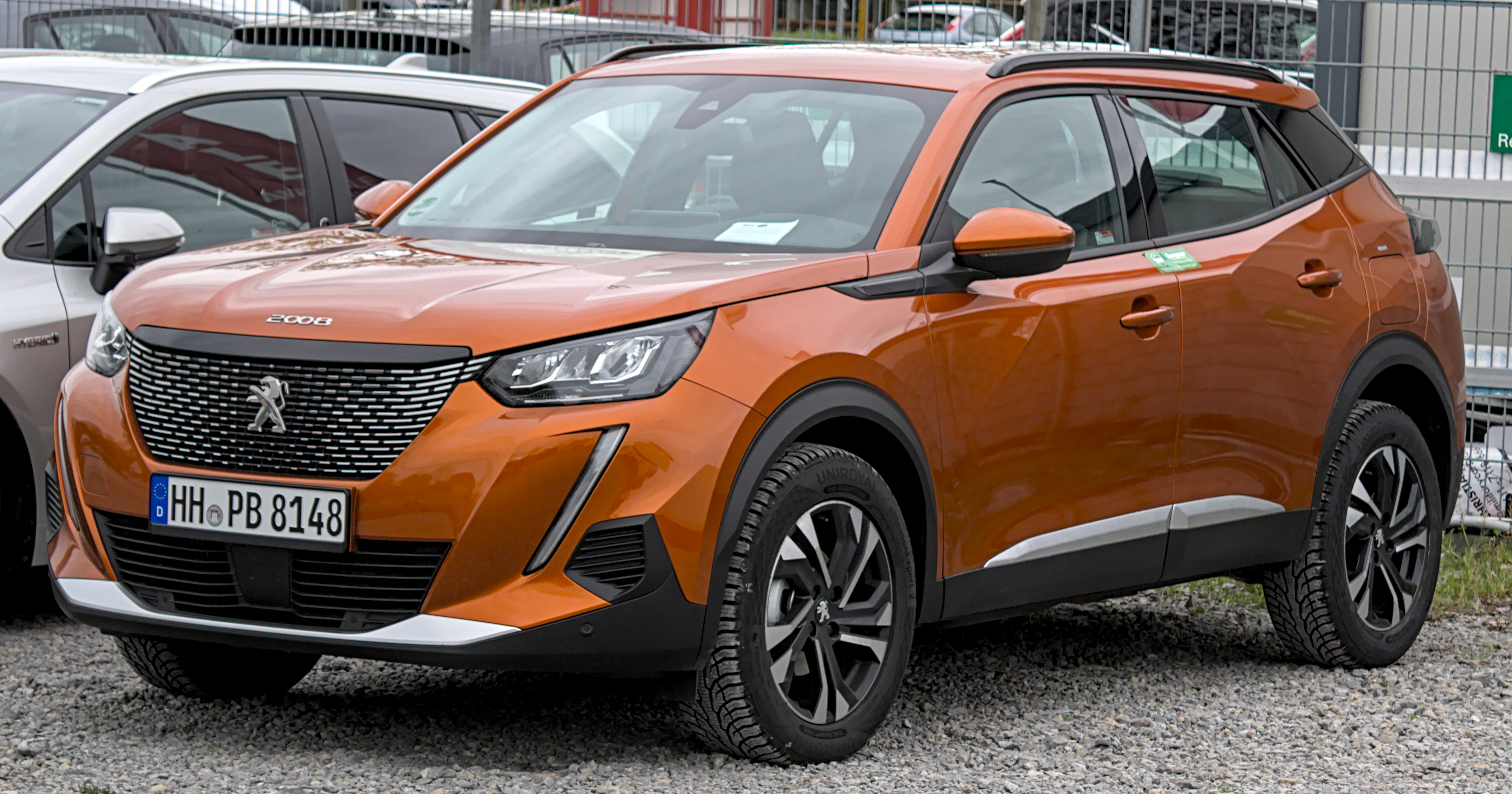
푸조 2008 (194,653대 판매)
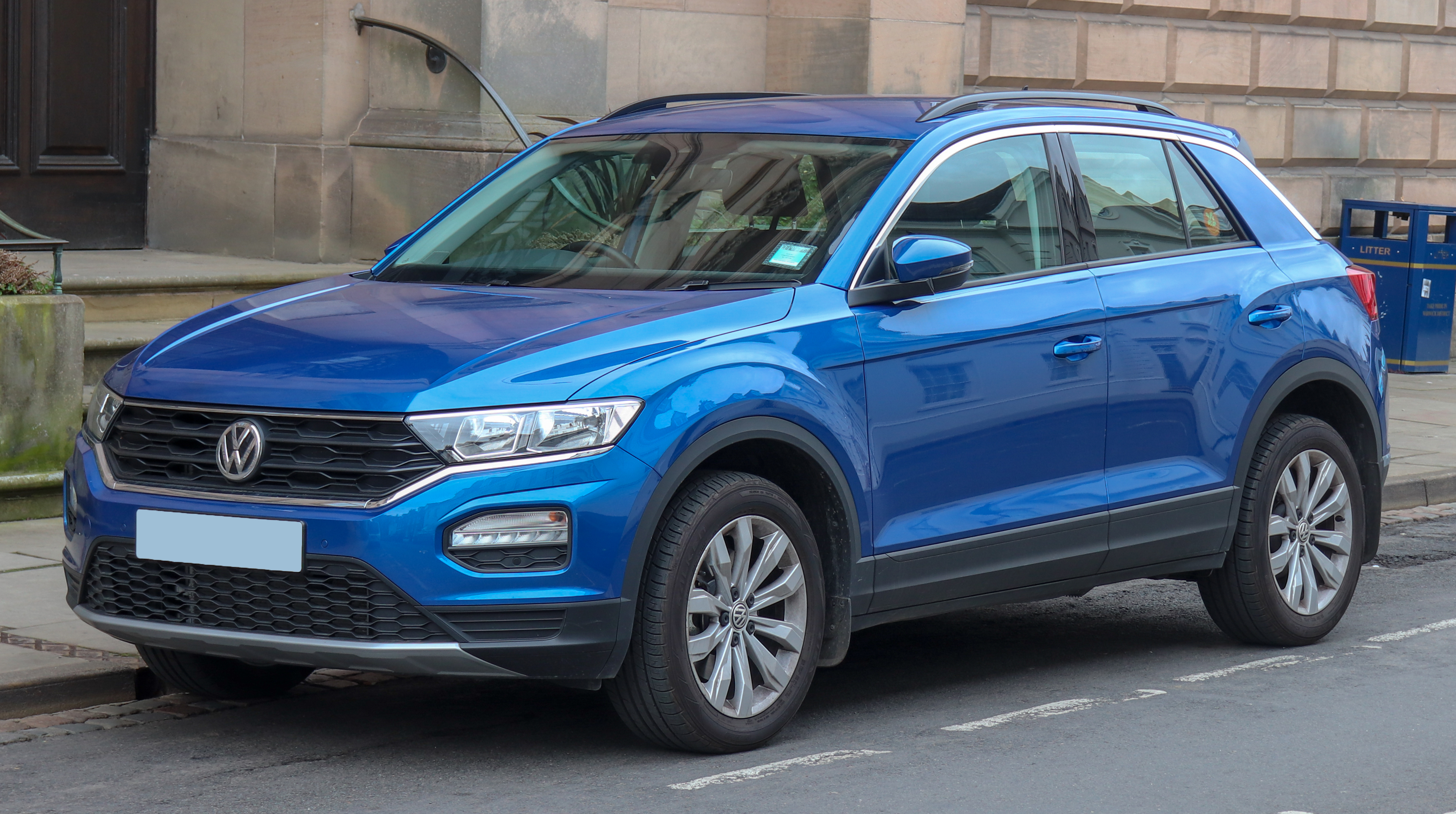
폭스바겐 티록 (186,644대 판매)
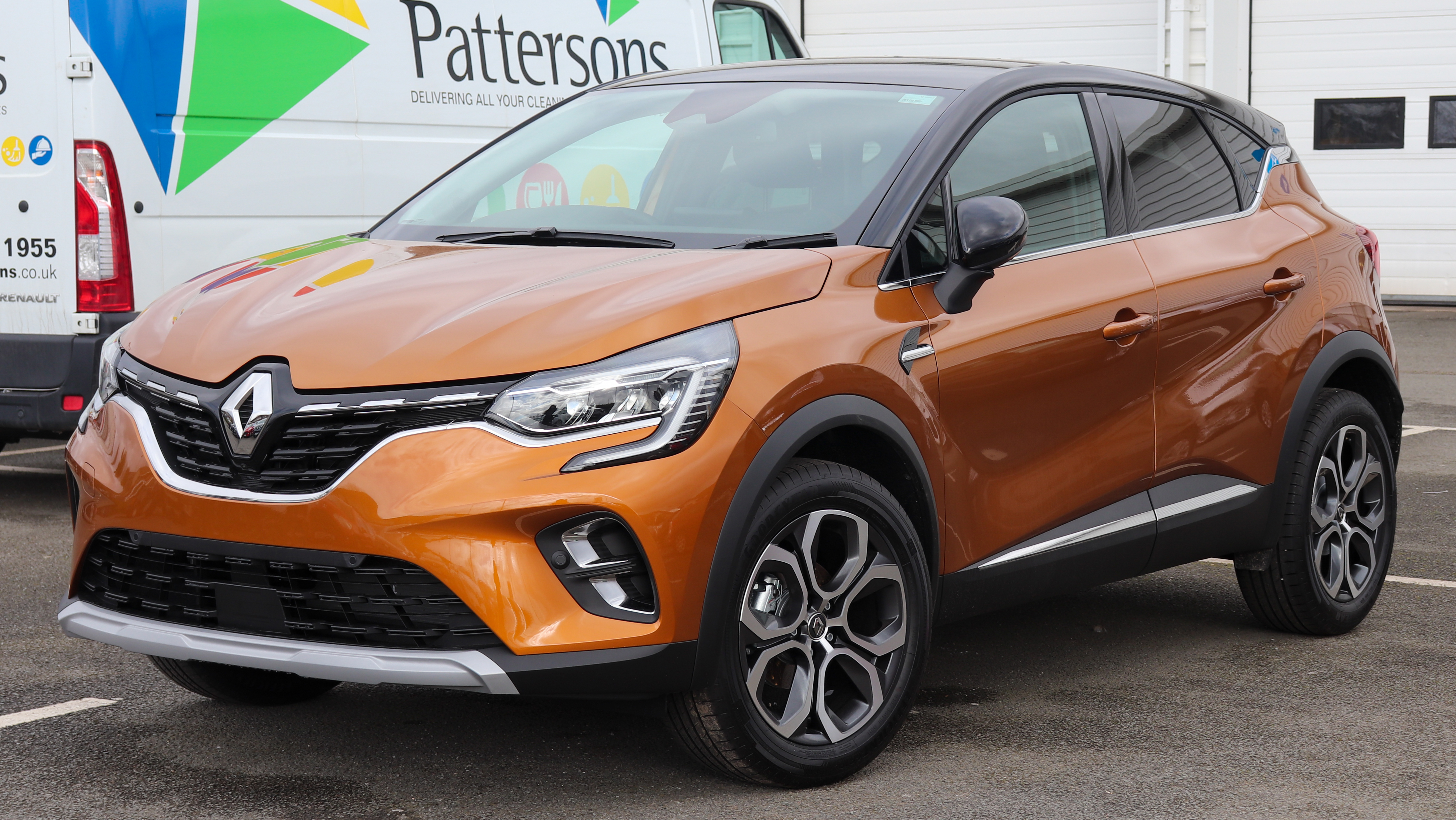
르노 캡쳐 (158,580대 판매)

### 인도
인도에서는 길이 4 m (157.5 in) 미만의 서브컴팩트 크로스오버를 일반적으로 언론에서 "서브컴팩트 SUV" 또는 "컴팩트 SUV"라고 부르며, 더 큰 모델은 일반적으로 "미드사이즈 SUV"라고 불린다. 이러한 구분은 인도 차량 치수 규제로 인해 4 m (157.5 in)를 초과하는 차량에 더 높은 세금이 부과되기 때문이다.
르노는 2012년 인도 SUV 시장의 공백을 포착하고 더스터를 출시하며 이 세그먼트에 진입했다. 이 차량은 경쟁 모델이 한 등급 위 또는 아래에 있어 초기 출시부터 판매 성공을 거두었다. B-SUV 클래스의 주요 성장은 2015년 현대 크레타와 2016년 마루티 스즈키 비타라 브레자가 시장에 출시되면서 2015년에서 2016년 사이에 계속되었다. 2016년 1월부터 5월까지 B-SUV 판매량은 2015년 같은 기간 대비 509% 증가했으며, 전체 시장 점유율은 7.2%를 얻었다.
인도에서 출시된 최초의 주류 4미터 미만 SUV는 포드 에코스포츠 (2012년)였는데, 이는 경쟁이 부족하여 높은 판매량을 기록한 모델이었다. 이어서 마루티 스즈키 비타라 브레자가 출시되었다. 이후 많은 다른 제조사들이 뒤를 이어 2021년 기준 현재 10개의 모델이 이 서브 세그먼트에서 판매되고 있다.
- 2021년 인도 베스트셀러 상위 3개 모델<ref

2021년 인도 베스트셀러 상위 3개 모델
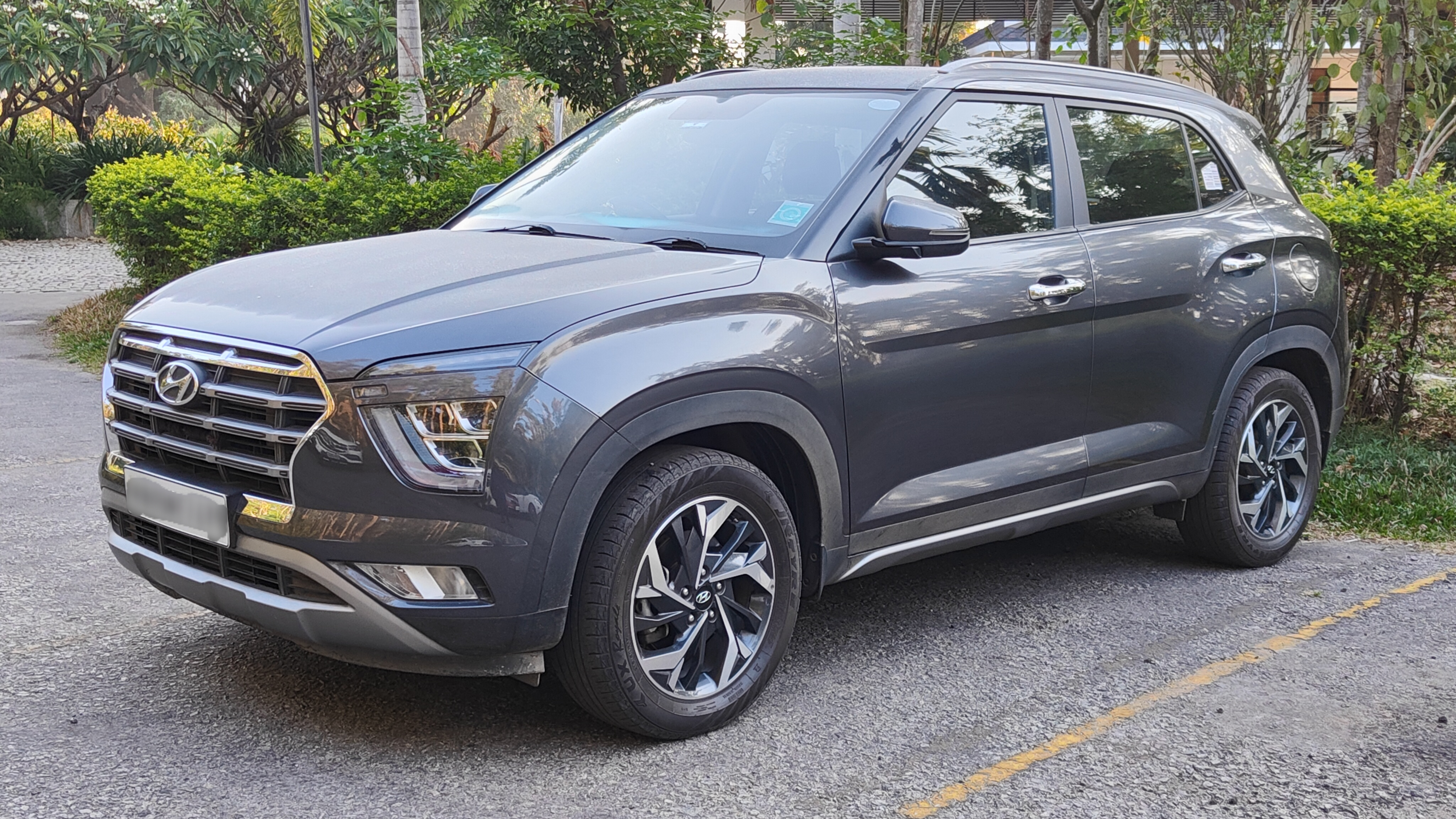
현대 크레타 (125,437대 판매)
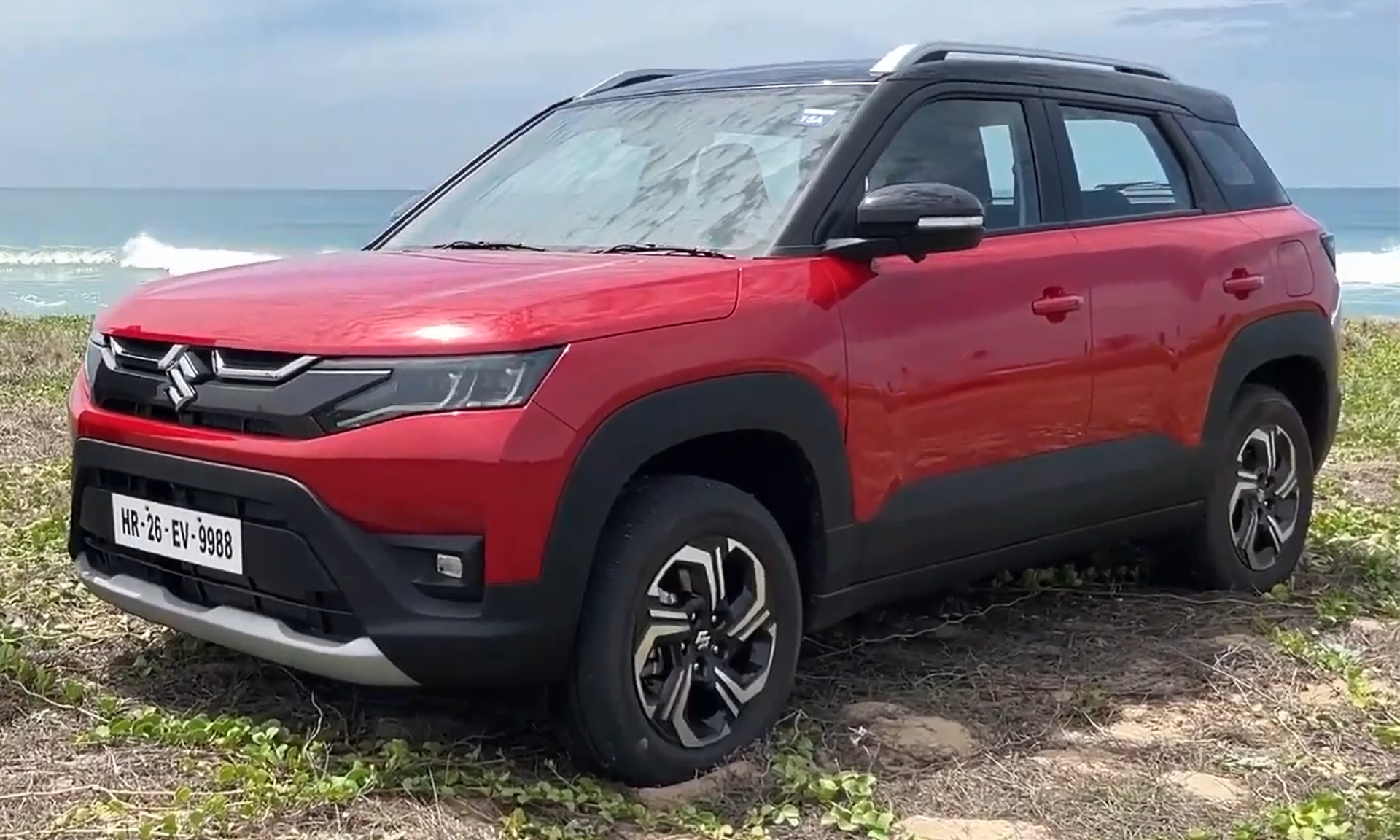
마루티 스즈키 비타라 브레자 (115,962대 판매)
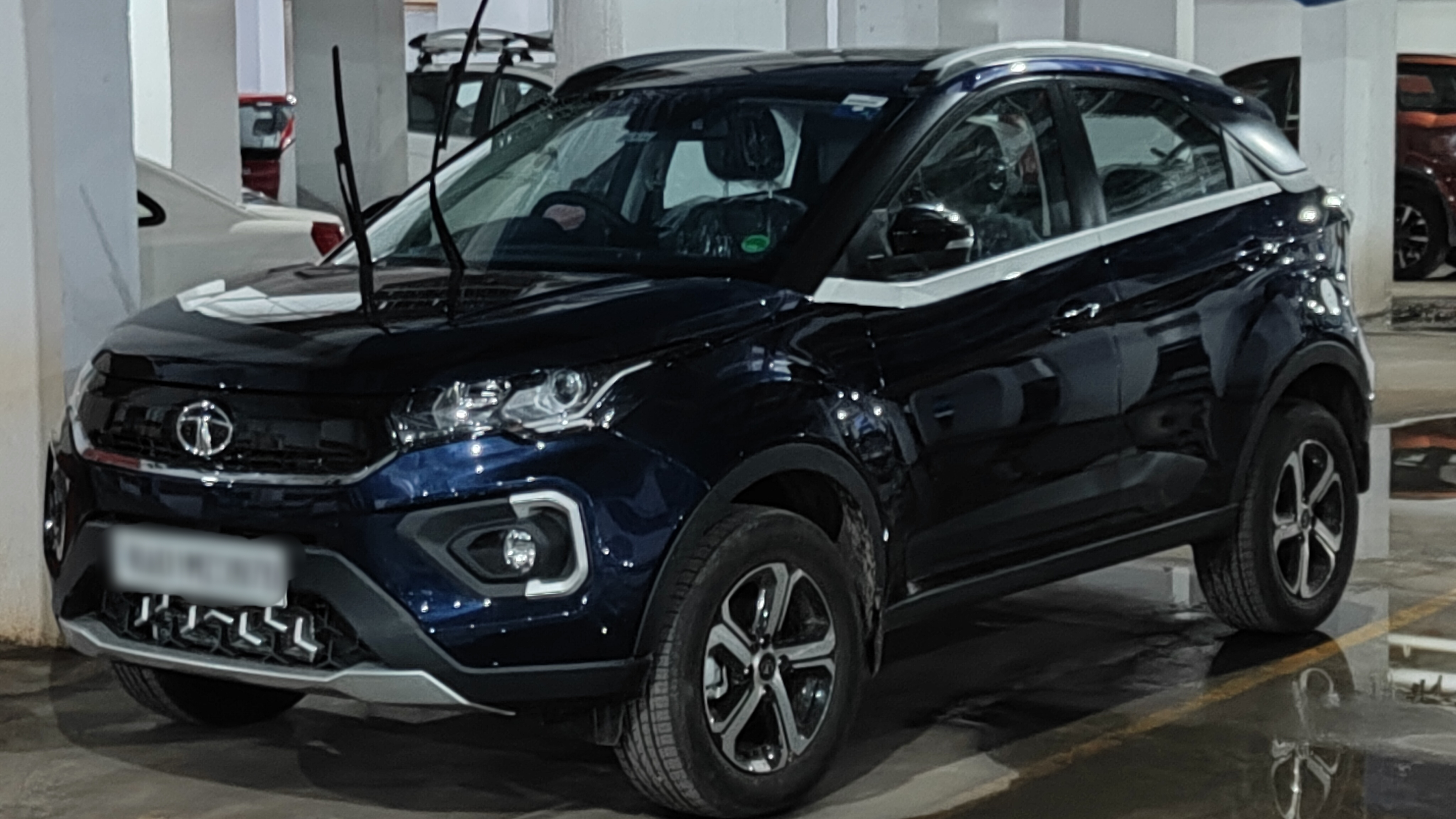
타타 넥슨 (108,577대 판매)

### 중국
2018년, 중국에서 서브컴팩트 크로스오버 판매량은 전체 SUV 시장의 19%를 차지한다. 바오준 510은 세계 역사상 가장 많이 팔린 신규 자동차 모델로 주목받는다. 2018년 1월 출시 후 첫 12개월 동안 416,883대 판매를 기록하여 신차로는 세계 최고 기록을 달성했다.
- 2021년 중국 베스트셀러 상위 3개 모델<ref

2021년 중국 베스트셀러 상위 3개 모델
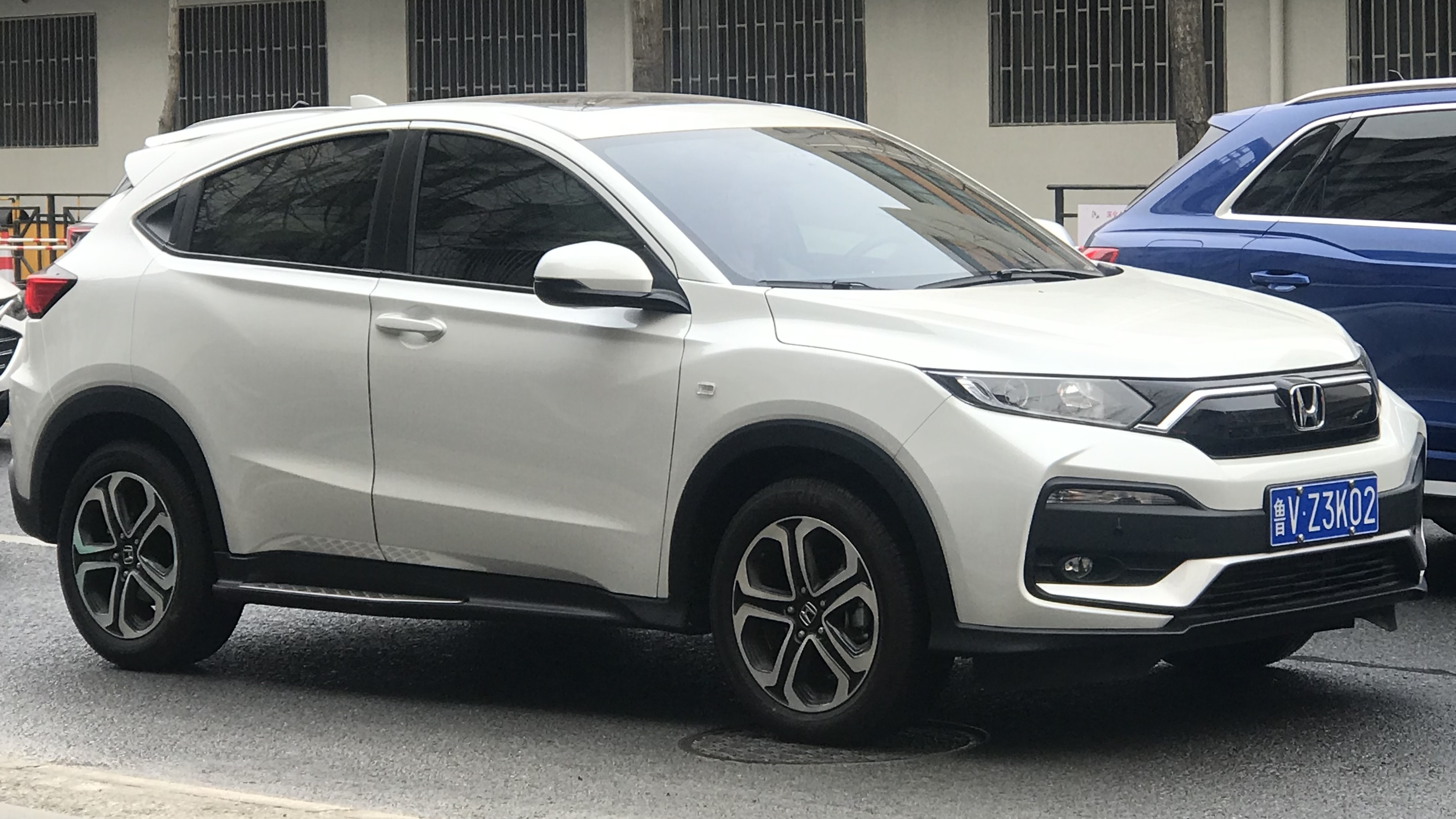
혼다 XR-V (191,267대 판매)
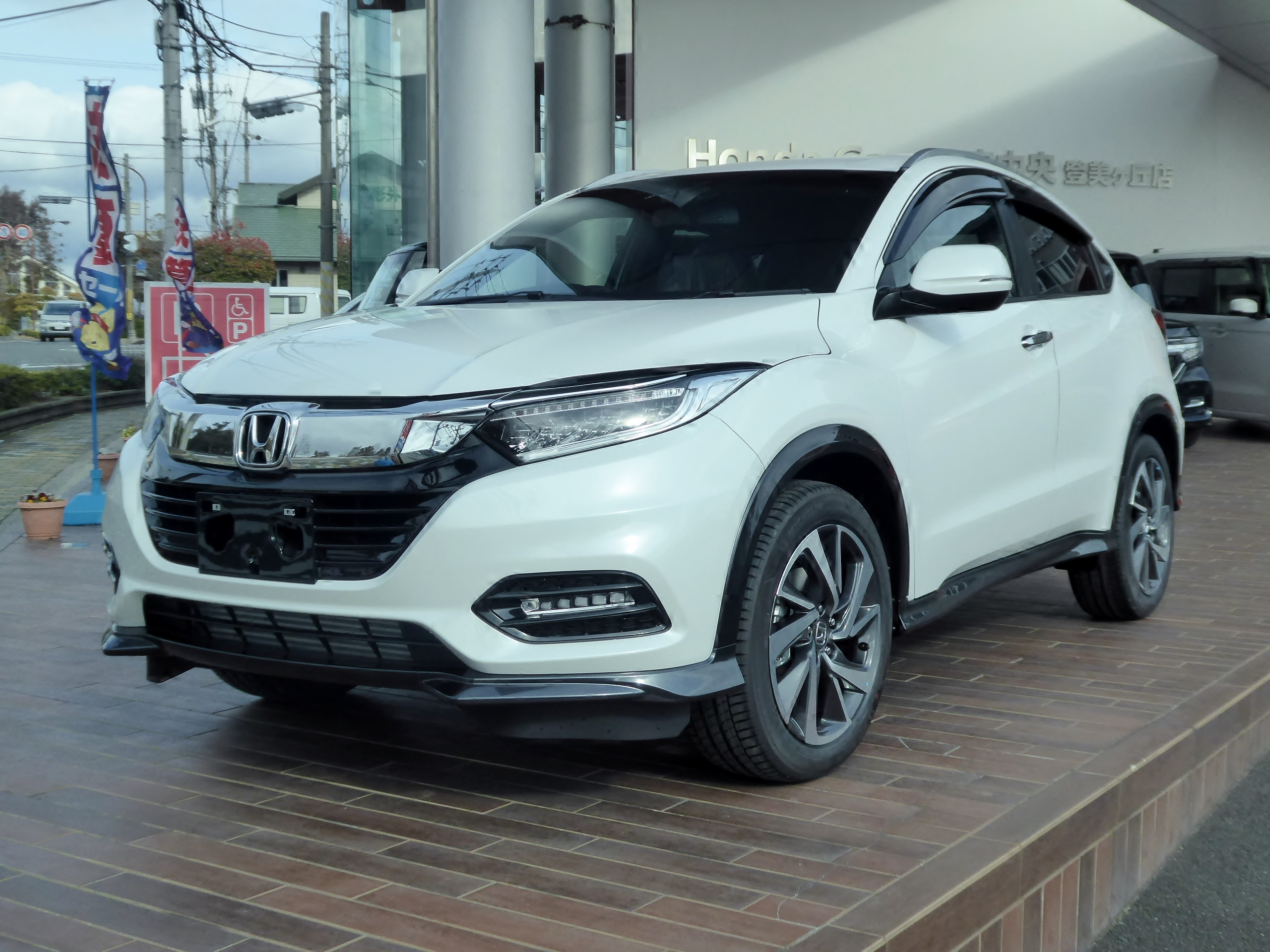
혼다 베젤 (155,828대 판매)
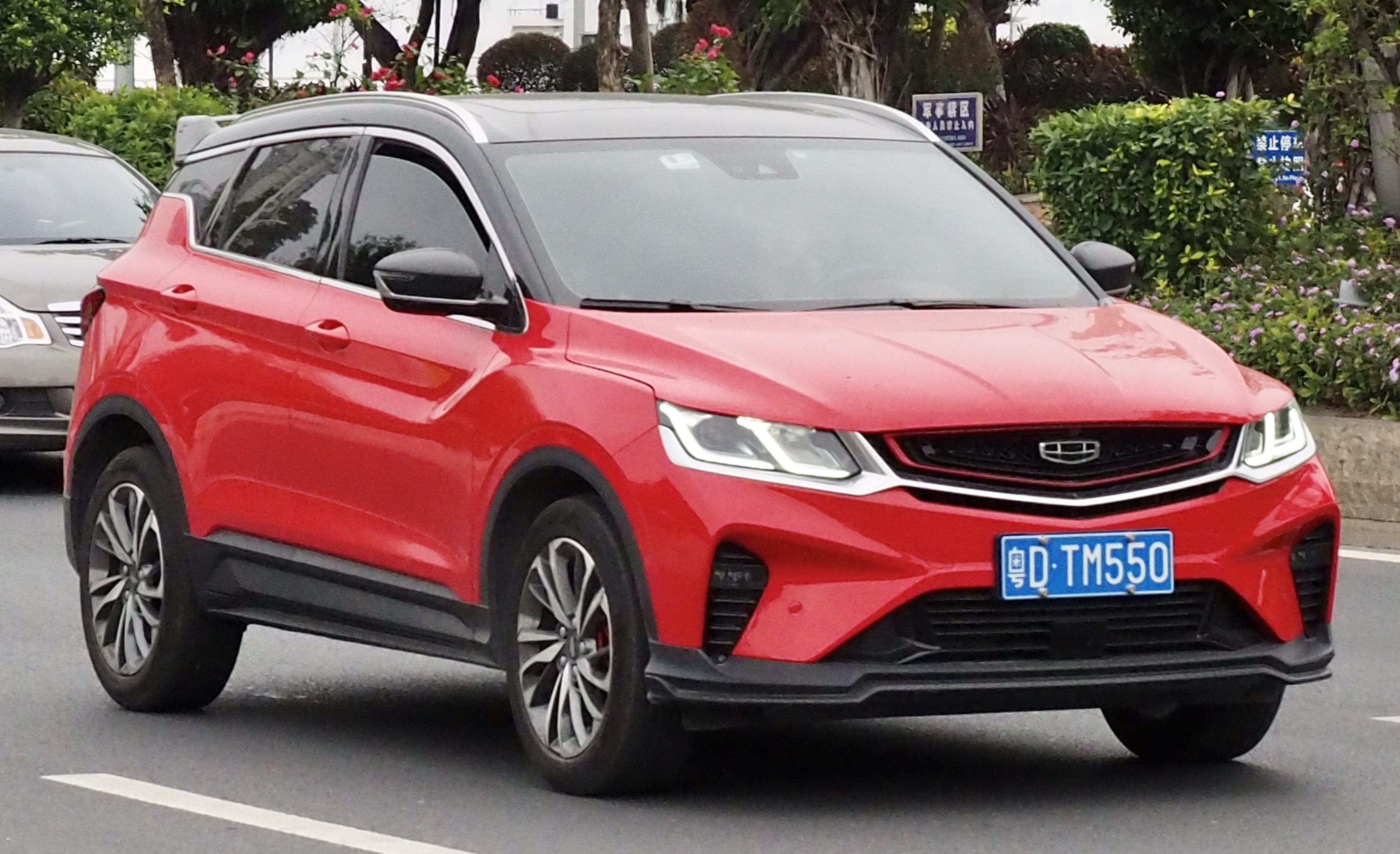
지리 빈유에 (144,367대 판매)

### 브라질
이 세그먼트는 포르투갈어로 "컴팩트 SUV" (포르투갈어: SUV compacto)로 알려져 있다. 포드 에코스포츠는 2003년 출시 당시 이 세그먼트의 첫 모델이었다. 이 차량은 포드 피에스타 B-세그먼트 해치백과 포드 퓨전 (유럽) 미니 MPV를 기반으로 한다. 2012년에 2세대 모델이 출시되면서 전 세계적인 모델이 되었지만, 2015년 혼다 HR-V와 지프 레니게이드와 같은 신규 모델이 출시된 후 시장 선두 지위를 잃었다.
- 2021년 브라질 베스트셀러 상위 3개 모델<ref

2021년 브라질 베스트셀러 상위 3개 모델
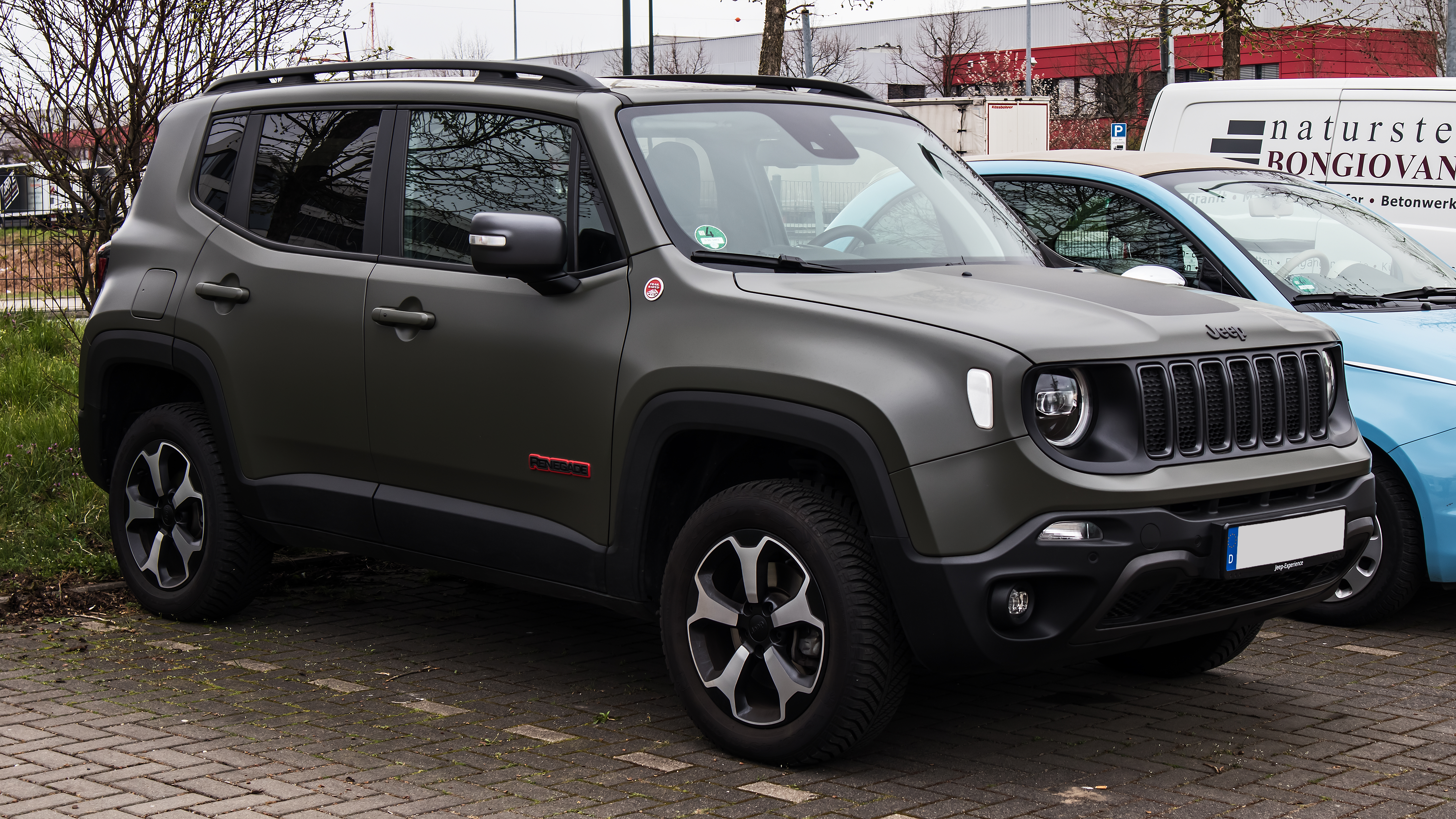
지프 레니게이드 (73,927대 판매)
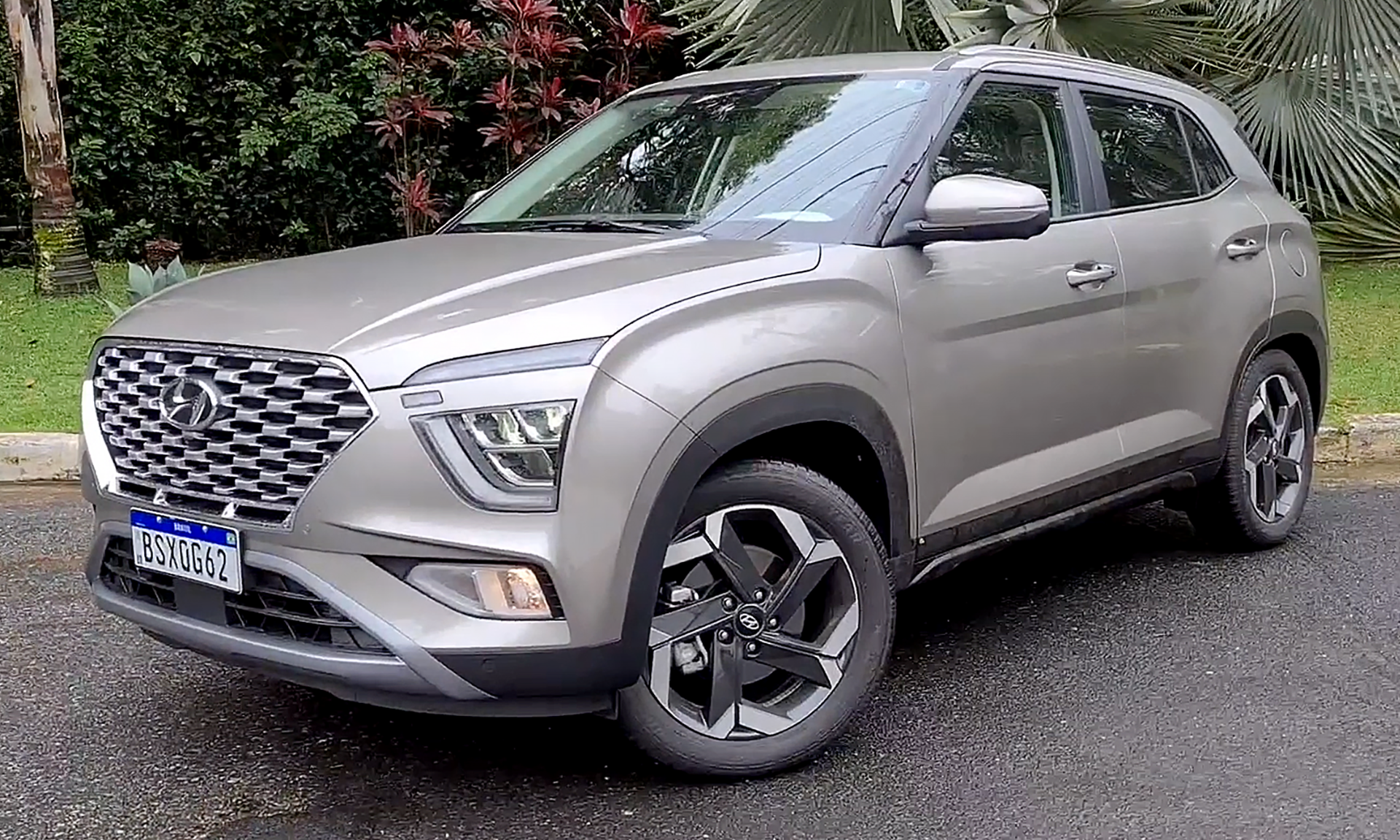
현대 크레타 (64,764대 판매)
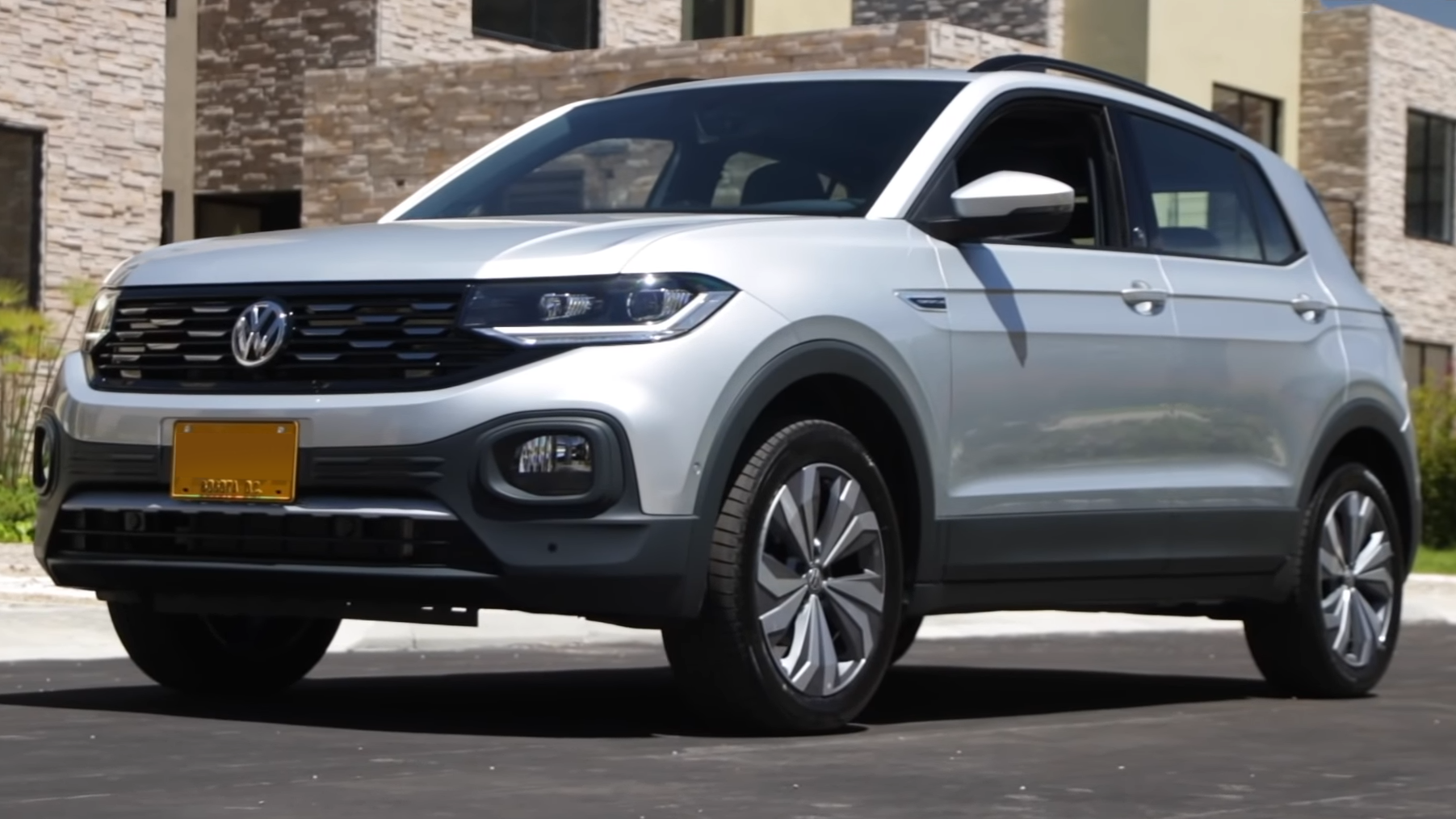
폭스바겐 T-크로스 (62,313대 판매)

### 오스트레일리아
오스트레일리아에서는 이 세그먼트가 "소형 SUV", "컴팩트 SUV" 또는 "경량 SUV" 세그먼트로 알려져 있다. 2021년에는 픽업 트럭과 중형 SUV 다음으로 시장에서 세 번째로 큰 자동차 세그먼트이며, 13.7%의 점유율을 차지했다. 2022년 기준, 이 세그먼트에서 30개 이상의 모델이 오스트레일리아에서 판매되고 있다.

## 3열 차량

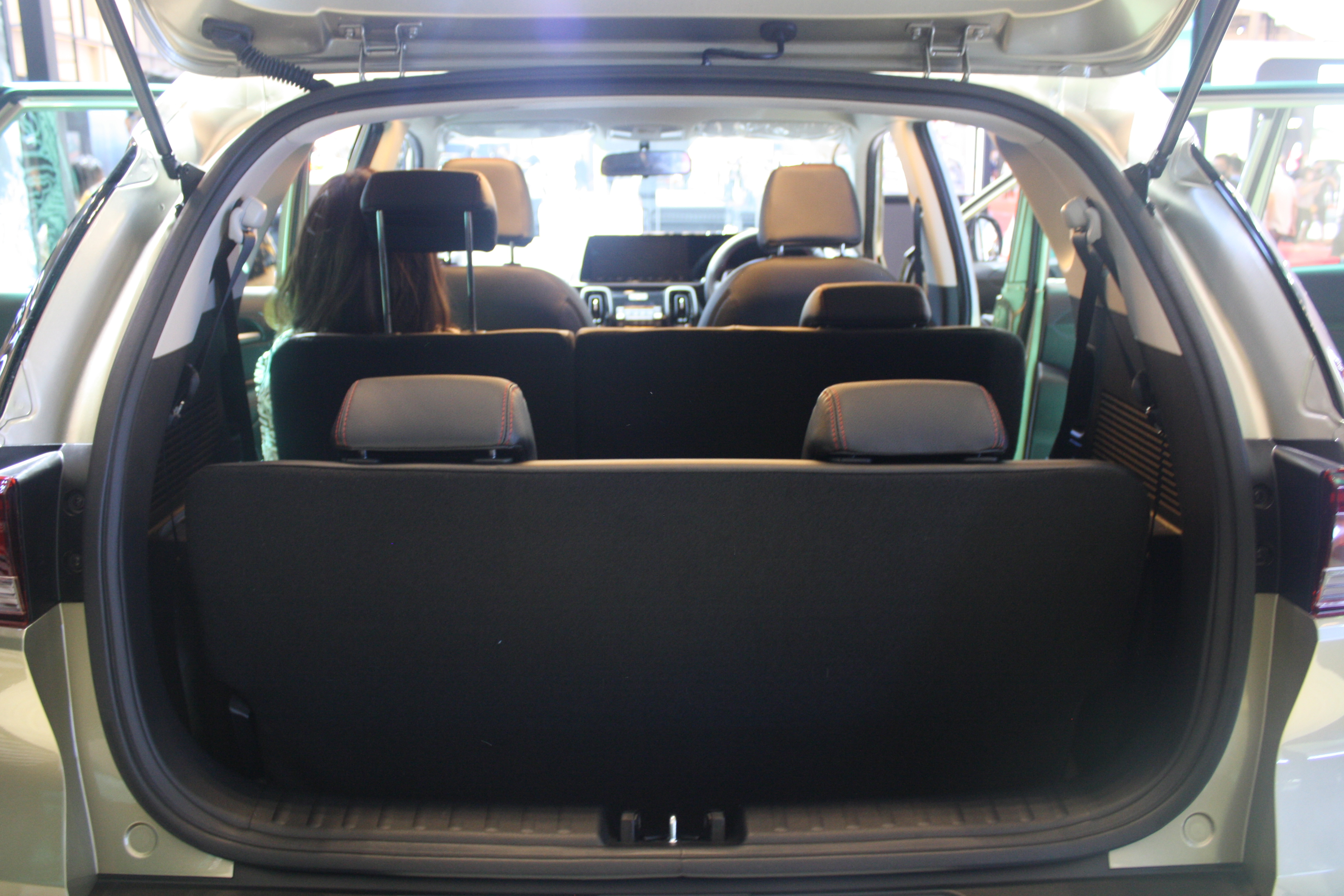
기아 쏘넷 서브컴팩트 크로스오버의 3열 시트 옵션

3열 시트를 갖춘 서브컴팩트 크로스오버가 다양한 시장을 위해 개발되었다. 예를 들어, 쌍용 티볼리 XLV 또는 티볼리 에어는 표준 서브컴팩트 티볼리의 후방 오버행을 확장하여 3열 시트를 제공한다. 2021년에 출시된 현대 알카자르는 확장된 현대 크레타로, 외부 길이와 휠베이스가 더 길어졌으며, 한 등급 위의 차량으로 판매되었다. 반면 기아 쏘넷은 3열 차량이 지배하는 인도네시아 시장에서 차체 확장이 없이 3열 시트를 제공했다. 혼다 BR-V는 3열 7인승 크로스오버로 개발되었으며 B-세그먼트 SUV로 분류되었다.

## 럭셔리 차량
많은 럭셔리 카 브랜드는 서브컴팩트 크로스오버 SUV를 생산 및 판매하며, 일반적으로 해당 브랜드의 엔트리 레벨 SUV 제품으로 제공된다. 이들은 서브컴팩트 럭셔리 크로스오버 SUV, 럭셔리 서브컴팩트 SUV, 프리미엄 소형 SUV, 프리미엄 컴팩트 크로스오버, 럭셔리 소형 SUV 등 다양한 용어로 알려져 있다. 서브컴팩트 럭셔리 크로스오버 SUV는 일반적으로 소형 승용차 (C-세그먼트) 플랫폼을 기반으로 하며, 일부 모델은 중형차 (D-세그먼트) 또는 서브컴팩트 (B-세그먼트) 플랫폼을 기반으로 한다.
이 세그먼트의 차량은 일반적으로 C-세그먼트 차량 플랫폼 이상을 기반으로 제작된다. 가격은 훨씬 비싸지만, 주류 서브컴팩트 크로스오버 SUV와 유사한 운전 및 편의성 이점을 제공하며, 더 큰 외부 치수, 더욱 정교한 인테리어, 더 진보된 기술, 더 높은 엔진 출력 및 추가적인 명성을 제공한다. 초기 모델로는 BMW X1 (2009년 출시), 아우디 Q3 (2010년), 미니 컨트리맨 (2010년), 랜드로버 레인지 로버 이보크 (2011년) 등이 있다.

IHS 마킷에 따르면, 2007년에 이 세그먼트가 사실상 랜드로버 프리랜더만으로 구성되었을 때 전 세계 판매량은 64,500대였다. 2016년까지 판매량은 114만 7천 대에 달했다.

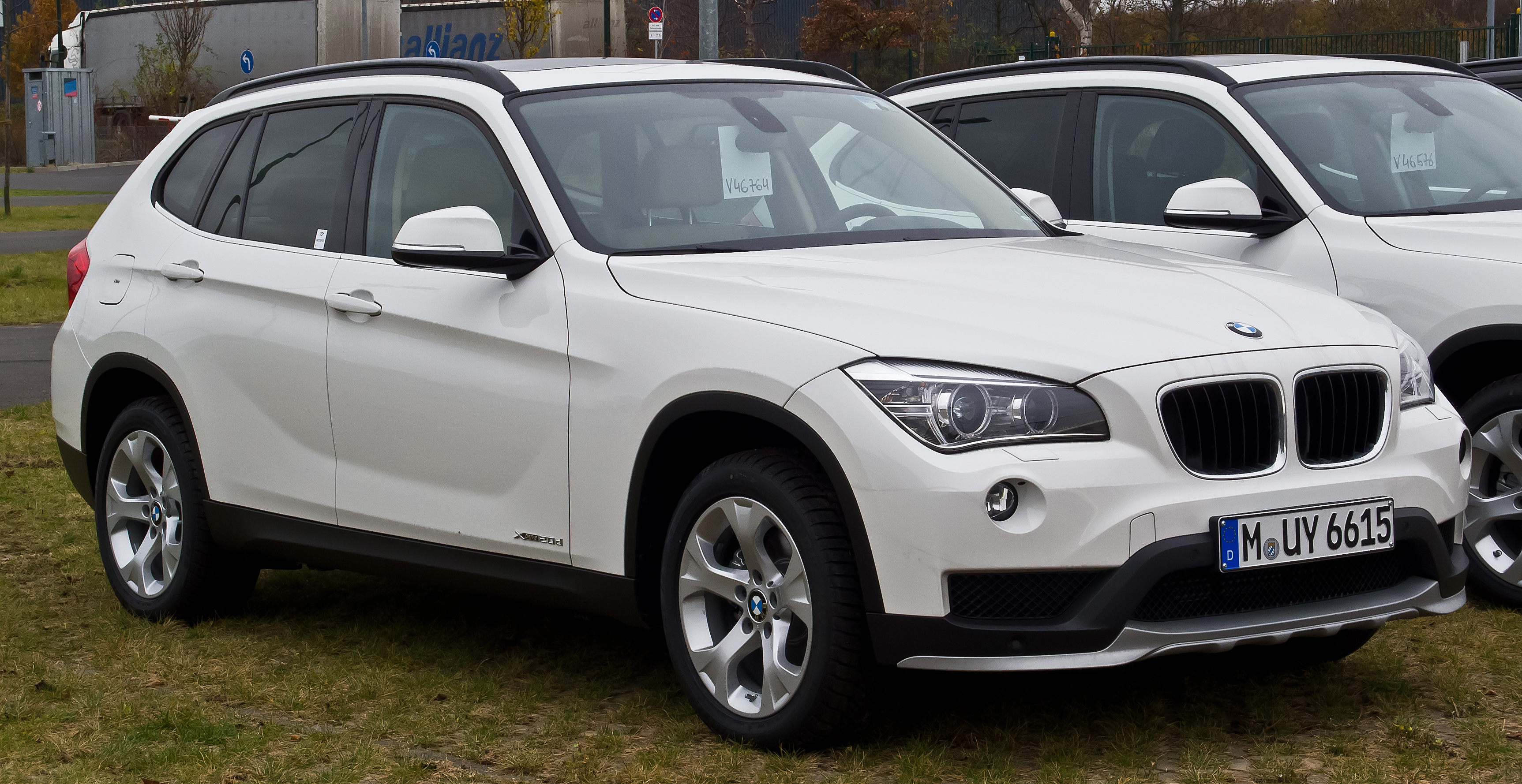
1세대 BMW X1은 후륜구동 플랫폼을 기반으로 하며 BMW 3 시리즈와 공유한다.
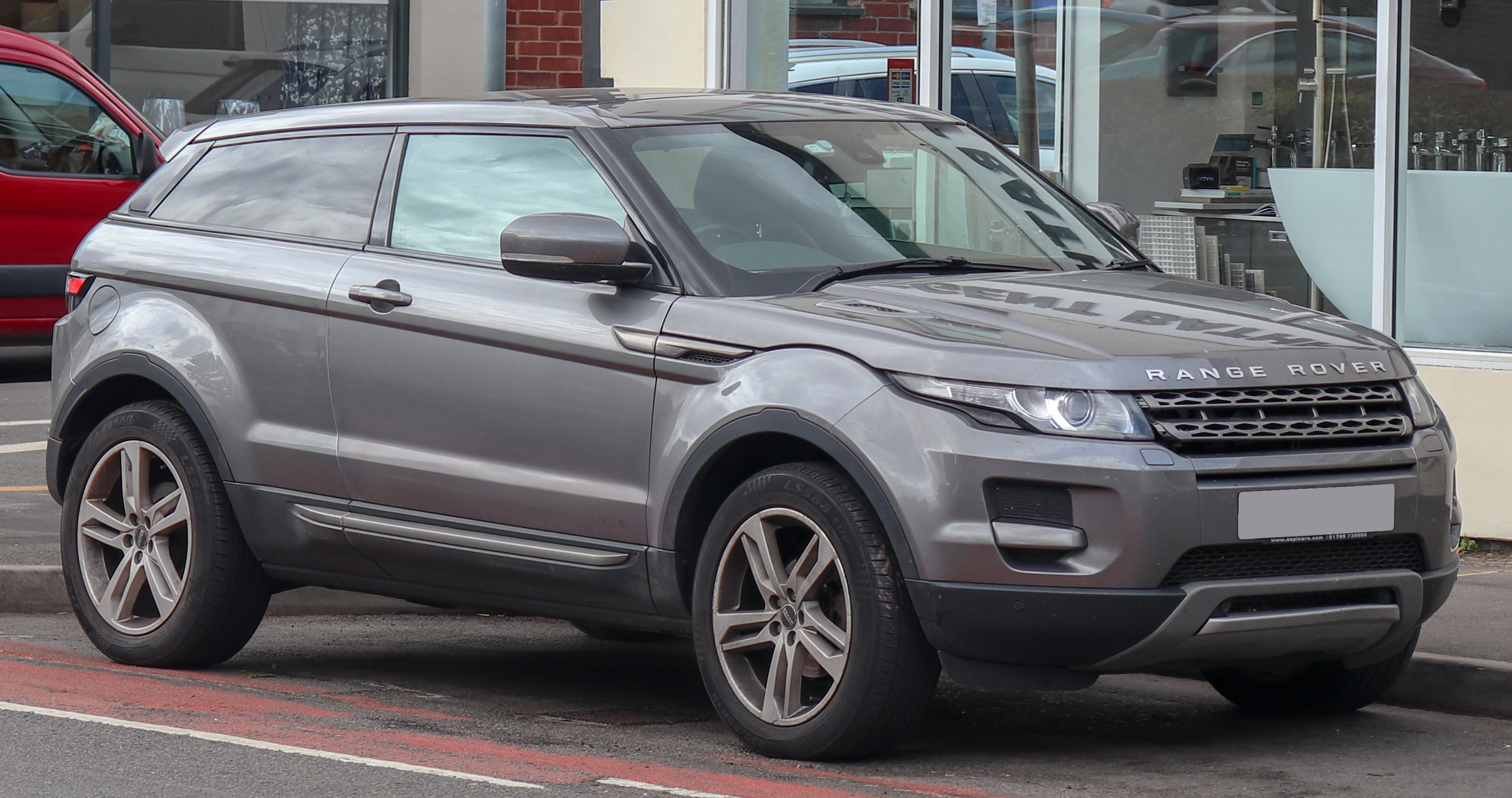
랜드로버 레인지 로버 이보크는 5도어, 3도어 및 2도어 컨버터블 차체 스타일로 제공되었다.
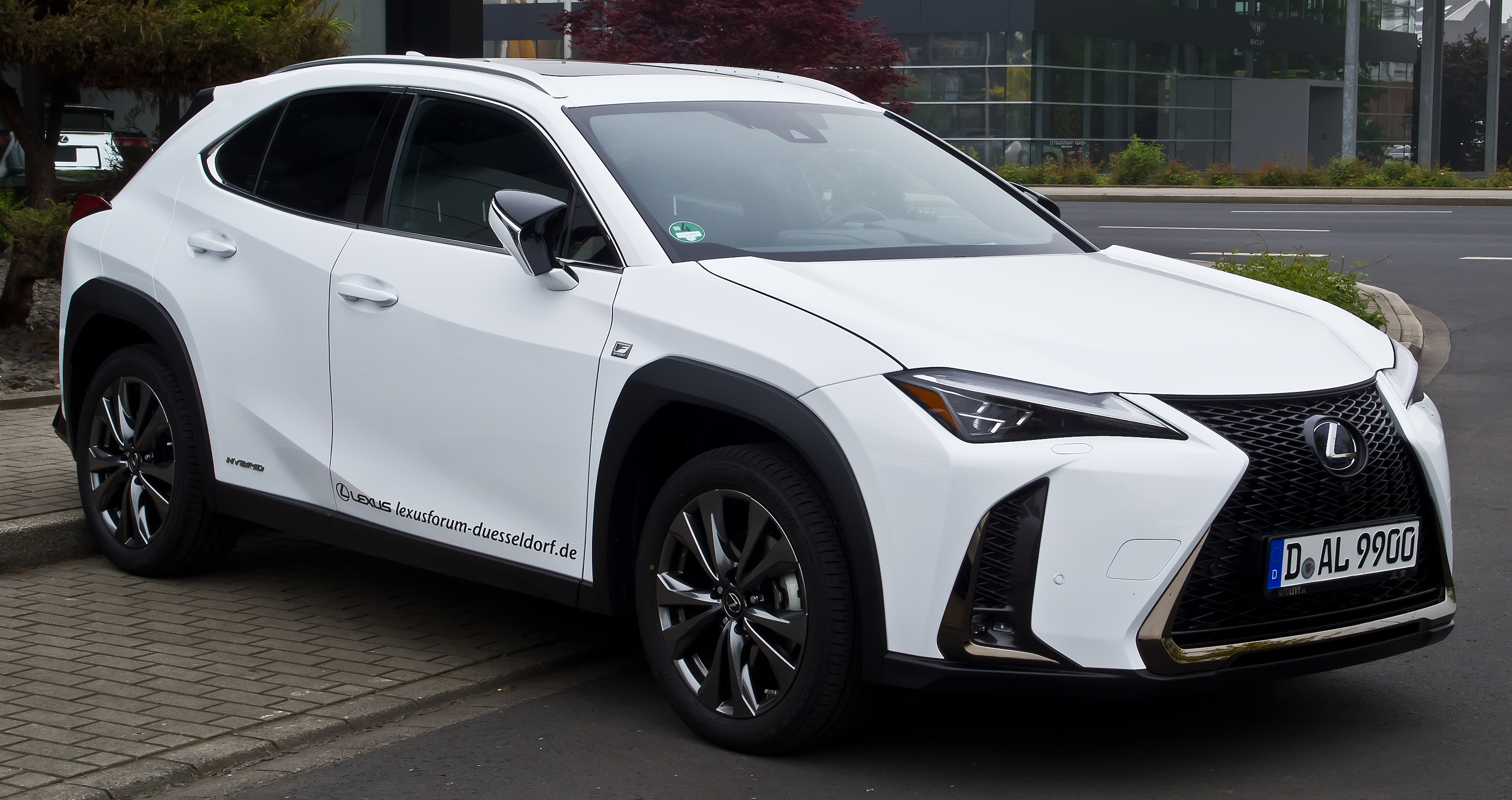
렉서스 UX, 소형 (C-세그먼트) 토요타 코롤라와 플랫폼을 공유한다.

## 관련 세그먼트

### 미니 SUV

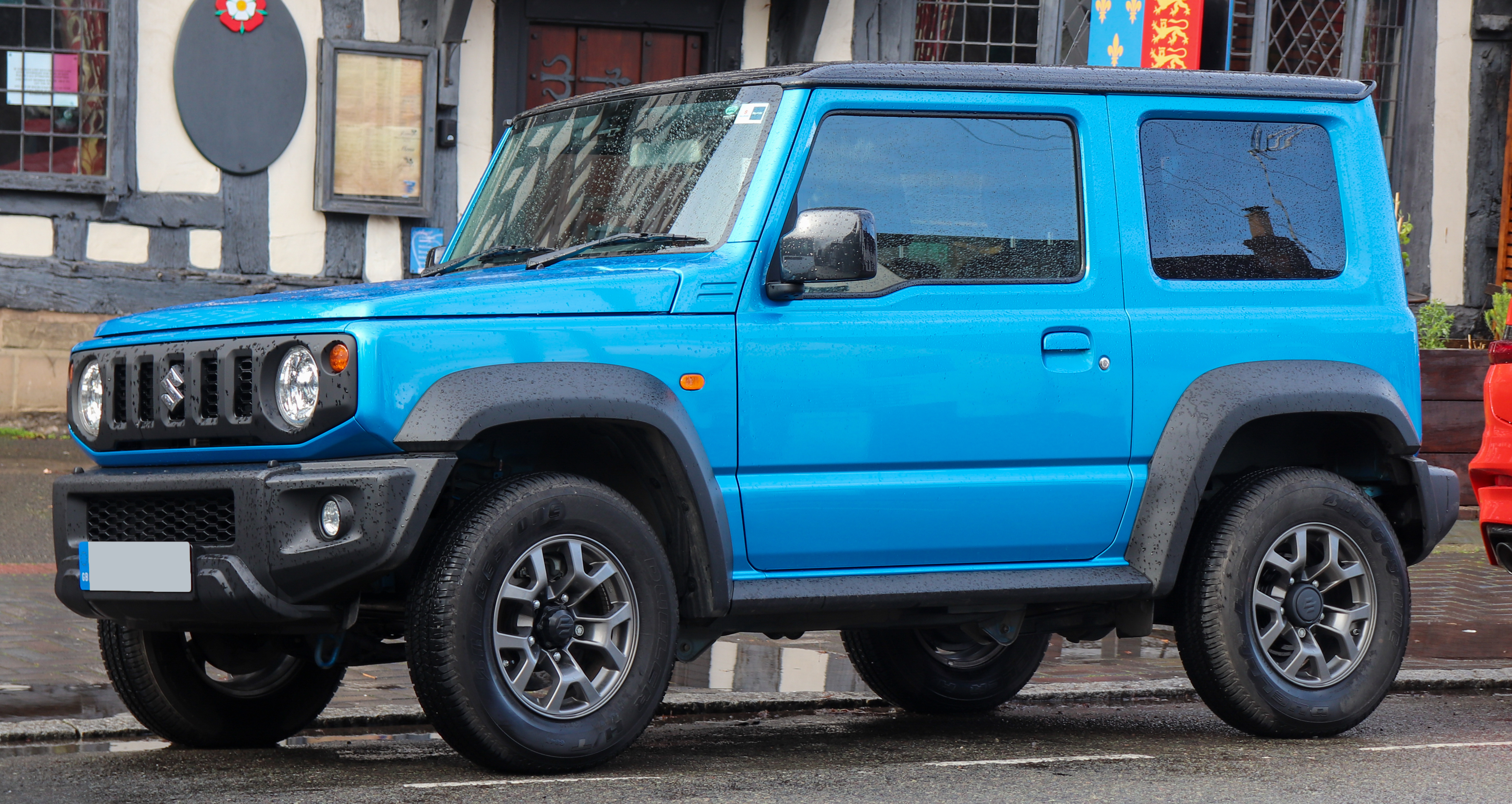
스즈키 짐니는 경자동차 크기의 차체를 가진 프레임 차체 4x4 오프로더이다.

미니 SUV는 프레임 차체 SUV 중 가장 작은 등급을 의미하며, 종종 4륜구동 구동계와 함께 오프로드 사용을 위해 설계되었다. 현재 이 용어는 주로 서브컴팩트 크로스오버를 설명하는 데 사용된다.

### 크로스오버 시티카

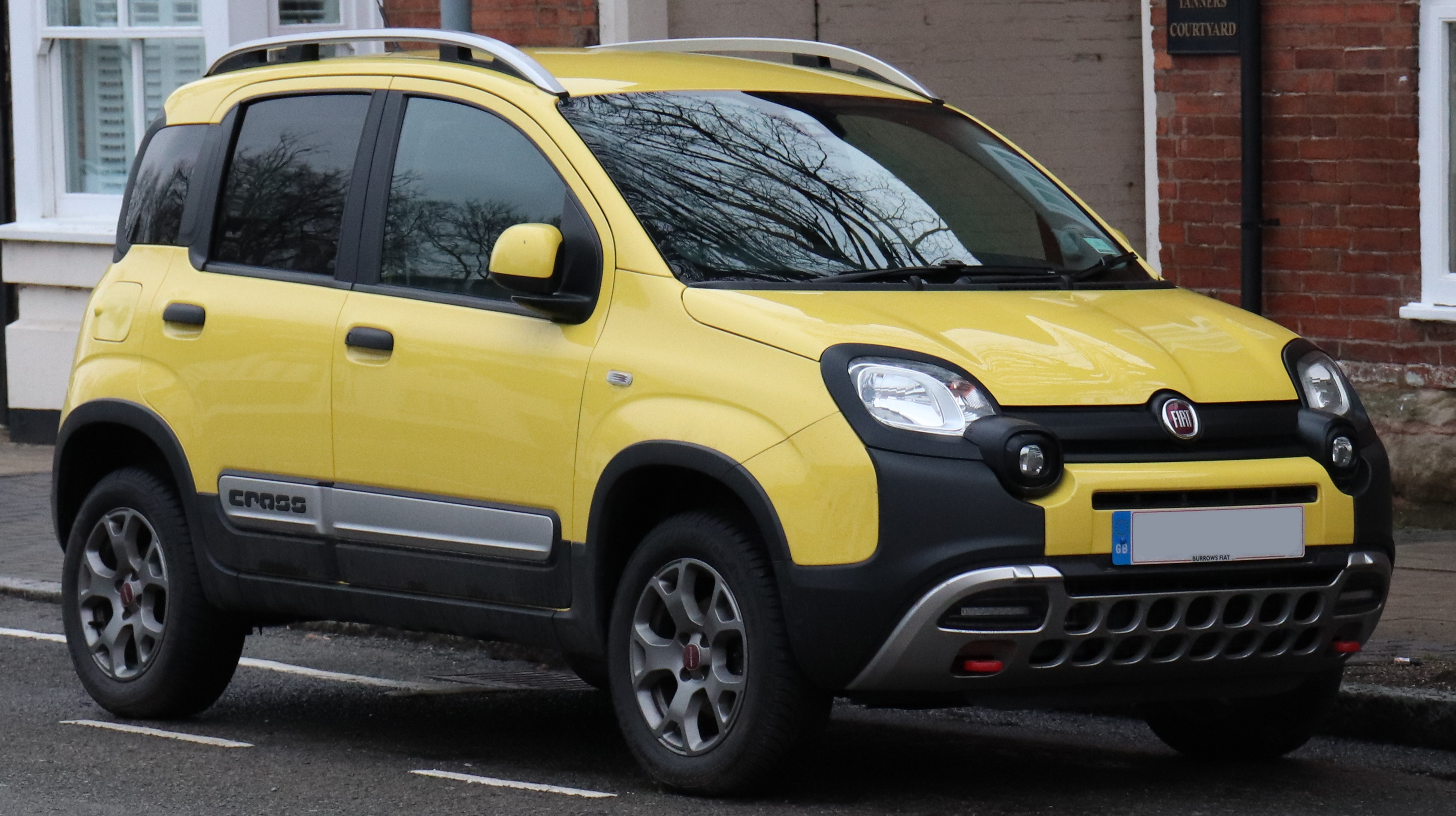
피아트 판다 크로스는 표준 판다와 동일한 차체를 공유하며, 추가적인 외부 클래딩 키트, 지상고 증가 및 4륜구동 기능을 갖추고 있다.

"크로스오버 시티카", "시티 크로스오버", "어반 크로스오버" 또는 "A-SUV"라는 용어는 일반적인 서브컴팩트 크로스오버보다 작은 소형 서브컴팩트 크로스오버 및 A-세그먼트 차량 또는 크로스오버 스타일링으로 디자인된 시티카에 사용되어 왔다. 예시로는 토요타 아이고 X, 현대 캐스퍼, 스즈키 이그니스, 르노 크위드, 스즈키 X비, 피아트 판다 크로스/시티 크로스가 있다. 한편, JATO Dynamics는 A-SUV 클래스를 외부 길이가 3,900–4,100 mm (153.5–161.4 in) 사이인 SUV로 정의한다.

## 같이 보기
- 크로스오버 (자동차)
- 서브컴팩트 자동차
- B-세그먼트
- 스포츠 유틸리티 자동차
- 자동차 분류